# Richard Seigler
Richard Joseph Seigler (Las Vegas, Nevada, 1980. október 19. –) amerikai amerikaifutball-játékos és -edző, 2010–2011-ben a Portland State Vikings helyettes védőedzője.
Az Oregon State Beavers játékosa volt, majd a 2004-es NFL-draft során a San Francisco 49ers kiválasztotta. 2005-ben a Pittsburgh Steelers játékosa lett, akik 2007 májusában prostitúciós vádak miatt kirúgták.

## Fiatalkora
Öt öccse és három húga született. A Chapparal Középiskolában utolsó évében a Sunrise Conference-ben elnyerte az All-America elismerést. A kosárlabdacsapat játékosaként csapata vezette a pont és labdavisszaszerzés ranglistáját.

## Pályafutása
Brooks Hatch, a Corvallis Gazette-Times szerzője szerint ritka, hogy a Beavers nem végzős hallgatóját csapatkapitánynak választják. Edzői Dennis Erickson és Mike Riley voltak.

## Prostitúciós vádak
2007-ben egy Las Vegas-i sajtótermék közzétette, hogy prostitúcióban való közreműködéssel vádolják, ezért májusban a Pittsburgh Steelers kirúgta. Seigler feladta magát a pittsburghi rendőrségen és az amerikai rendőrbíróknál, akik kerítéssel és egy prostituált szállításával vádolták. 2008 márciusában a vádakat ejtették, azonban a Steelers nem alkalmazta többé. A Toronto Argonauts játékosa lett, majd 2010-ben Nigel Burton, a Portland State Vikings vezetőedzője helyettesi pozíciót ajánlott neki. Burton így nyilatkozott a Portland Tribune-nek: „Sajnálatos, hogy nevét besározták. Hiszek a második esélyben, de legyünk őszinték: ez a srácnak nem második esély. Keményen dolgozik. Nem rúghatjuk ki. Jó edző szeretne lenni. Ő és én ebben megegyezünk. Szeretjük a kihívásokat. Megkérdőjelezel engem és a jellememet, és én megmutatom neked. Megkérdőjelezed edzői alkalmasságomat, megmutatom neked. Így működik ez. Ezért szeretem, és örülök, hogy itt van.”

## Díjai és kitüntetései
- 1998:
  - Legértékesebb védőjátékos
  - All-America (Surise 4A régió)[4]
- 2000:
  - College Football All-America
  - Oregon State Beavers – Legjobb új férfijátékos
- 2001:
  - Fiesta Bowl-bajnok
  - Pacific-10 Conference All-America
- 2002:
  - Pacific-10 Conference All-America
  - Butkus-díj – figyelőlista[9]
- 2003:
  - Oregon State Beavers – legértékesebb játékos (megosztva)[10]
  - Pacific-10 Conferece All-Star
  - Oregon State Beavers – védőjátékban gyűjtött legtöbb pont[11]
  - Bronko Nagurski-trófea – figyelőlista[12]
  - Rotary Lombardi-díj – figyelőlista[13]
  - Las Vegas Bowl-bajnok
- 2010:
  - Pacific-10 Conference All-Decade[14]
  - Oregon State Beavers All-Decade[15]

## Fordítás
- Ez a szócikk részben vagy egészben  a   Richard Seigler című angol Wikipédia-szócikk ezen változatának fordításán alapul.  Az eredeti cikk szerkesztőit annak laptörténete sorolja fel. Ez a jelzés csupán a megfogalmazás eredetét és a szerzői jogokat jelzi, nem szolgál a cikkben szereplő információk forrásmegjelöléseként.